# 계산

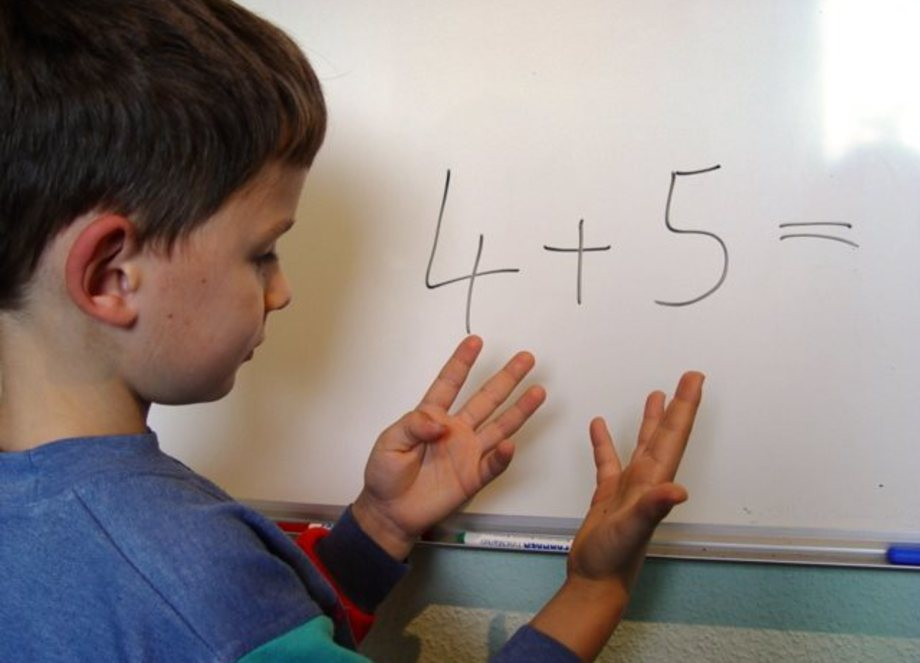
4+5를 계산하는 아이

계산(計算, 영어: calculation)은 주어진 정보를 이용해 어떤 값이나 결과를 구하는 과정을 뜻한다. 이 용어는 다양한 뜻으로 쓰이는데, 이 용어는 알고리즘을 사용하는 매우 명확한 산술적 계산에서부터 경기에서 전략을 계산하거나 두 사람 사이의 관계를 계산할 수 있는 모호한 휴리스틱에 이르기까지 다양한 의미로 사용된다.
예를 들어, 7에 6을 곱하는 것은 간단한 알고리즘 계산이다. 블랙-숄즈 모형을 사용하여 금융상품의 공정가치를 추정하는 것은 더 복잡한 알고리즘 계산이다.
여론조사에서 예상하는 선거 결과에 대한 통계적 추정도 알고리즘 계산에 포함되나, 정확한 답변보다는 가능성의 범위를 산출한다.
계산이란 수나 양의 경우 수학적으로 결정하거나, 추상적인 문제의 경우 논리, 이성 또는 상식을 이용해 답을 추론하는 것을 의미한다. 영어 낱말은 원래 담낭에 있는 작은 돌을 의미하는 라틴어 calculus에서 유래했다.  이는 계산을 위해 사용되는 주판과 함께 사용되는 작은 돌을 의미했다. 주판은 그리스와 로마 사람들이 산술 계산을 위해 사용한 기구로, 계산자와 전자계산기 이전에 사용되었다.

## 같이 보기
- 계산기
- 수판
- 복잡도 종류
- 원가회계
- 암산